# Olek Krupa
Olek Krupa (Aleksander Krupa; * 18. März 1947 in Rybnik, Woiwodschaft Schlesien, Polen) ist ein polnischer Schauspieler.

## Leben
Krupa studierte Schauspiel an der Aleksander-Zelwerowicz-Theaterakademie Warschau.
Nach einer ersten USA-Reise 1975 kehrte er in seine Heimat zurück, wo er in Krakau am Teatr Scena STU auftrat. Nach einer erneuten USA-Reise im Jahr 1981 trat er unter der Regie Joe Papps in Theaterstücken wie My Uncle Sam, A Bright Room Called Day, American Notes und  Soapy Smith auf.
1986 gab er in Adrian Lynes Drama 9½ Wochen sein amerikanisches Kinodebüt. Wiederholt spielte er russische oder slawische Figuren, oft in Schurken-Rollen.
Neben seiner Arbeit für Film und Fernsehen trat Krupa auch weiter am Theater auf. So übernahm er Rollen in den Theaterstücken The Yellow House, Energumen, Division Street, Ubu, The Tower of Evil, The Irresistible Rise of Arturo Ui und in Country Doctor.
Aus der Beziehung zur Künstlerin Noa Ain ging die Filmemacherin und Modedesignerin Julia Ain-Krupa hervor.

## Filmografie (Auswahl)
- 1984: Far from Poland (Dokumentarfilm, Sprecher)
- 1986: 9½ Wochen (Nine ½ Weeks)
- 1988: Verführung am Telefon (Call Me)
- 1989: Die Bombe (Day One)
- 1989: Reise in ein besseres Leben (Misplaced)
- 1989: Black Rainbow – Schwarzer Regenbogen (Black Rainbow)
- 1990: Mann mit Ehre – Du achtest nur, was du fürchtest (Men of Respect)
- 1990: Miller’s Crossing
- 1992: Mac
- 1993: Rivalen des Glücks – The Contenders (The Contenders)
- 1993: Naked in New York
- 1993: Undercover Blues – Ein absolut cooles Trio (Undercover Blues)
- 1995: Fair Game
- 1996: Eraser
- 1996: Andersonville (Fernsehfilm)
- 1997: Durchgeknallt in Manhattan (Kicked in the Head)
- 1997: Wieder allein zu Haus (Home Alone 3)
- 1998: Stardust
- 1998: O.K. Garage
- 1999: Einfach unwiderstehlich (Simply Irresistible)
- 1999: No Vacancy
- 1999: Oxygen
- 1999: Der Diamanten-Cop (Blue Streak)
- 2000: Sein letzter Coup (The Opportunists)
- 2000: Thirteen Days
- 2001: Brooklyn Babylon
- 2001: Jung und Leidenschaftlich – Wie das Leben so spielt (As the World Turns, Fernsehserie, 4 Episoden)
- 2001: Im Fadenkreuz – Allein gegen alle (Behind Enemy Lines)
- 2003: Bringing Rain
- 2003: The Italian Job – Jagd auf Millionen (The Italian Job)
- 2006: 508 Nelson
- 2007: The Fifth Patient
- 2007: Neal Cassady
- 2008: Burn After Reading – Wer verbrennt sich hier die Finger? (Burn After Reading)
- 2009: Whatever Works – Liebe sich wer kann (Whatever Works)
- 2010: Salt
- 2011: X-Men: Erste Entscheidung (X-Men: First Class)
- 2012: Der Diktator (The Dictator)
- 2013: Zugelassen – Gib der Liebe eine Chance (Admission)
- 2013: The Americans (Fernsehserie, 2 Episoden)
- 2013: Blood Ties
- 2013: Butterflies of Bill Baker
- 2014: I'm Obsessed with You (But You've Got to Leave Me Alone)
- 2015: Madam Secretary (Fernsehserie, 3 Episoden)
- 2016: Hidden Figures – Unerkannte Heldinnen (Hidden Figures)
- 2018: Die Geiselnahme (Bel Canto)
- 2024: Reagan